# Trợ cấp
Trợ cấp là một hình thức hỗ trợ tài chính của chính phủ dành cho một khu vực kinh tế (doanh nghiệp hoặc cá nhân) nói chung với mục đích thúc đẩy chính sách kinh tế và xã hội. Mặc dù việc trợ cấp thường do chính phủ thực hiện, tuy nhiên khi đề cập đến thuật ngữ trợ cấp, thì nó còn bao gồm các hình thức hỗ trợ từ những tổ chức phi chính phủ hoặc là các khoản trợ cấp ngầm. Trợ cấp có nhiều hình thức bao gồm: trợ cấp trực tiếp (trợ cấp tiền mặt, cho vay không lãi suất) và trợ cấp gián tiếp (giảm thuế, bảo hiểm, cho vay lãi suất thấp, khấu hao nhanh, giảm giá thuê).